# Лујза Јакшић
Лујза Јакшић (Берлин, 1860 — Београд, 1942) била је српска преводитељица, учитељица, наставница, гувернанта, писац Прве граматике енглеског језика у Србији.  Приписују јој се заслуге за оснивање ђачке трпезе, као и новчано помагање дневног листа „Штампа“ који је основао и водио њен супруг, предратни публициста и дипломата Светолик „Света“ Јакшић.

## Живот
Лужичка Српкиња, Лујза Јакшић рођена је у Берлину око 1860. године, као Јелисавета Ела Берник. Школовала се у Берлину. Удала се за Швеђанина, и са њим живела, све до његове смрти под именом Алиса Тепер.
Након смрти првог супруга наследила је велико имање и знатан капитал.
Преудала се у Берлину за Светолика Јакшића, српског дипломату и публицисту. Након венчања обављеног у Бечу 1899. године, променила је име у Лујза Јакшић. Први светски рат је провела у Београду, станујући у Балканској улици.
Остала је опет удова 1928. године, након смрти супруг Свете у једном берлинском санаторијуму.
Преминула је у Београду 1942. године, током Другог светског рата, живела је тешко у сиромаштву.

## Каријера
По доласку у Београд запослила се у Вишој женској школи краљице Драге у којој је предавала француски и енглески језик, у периоду од 1899. до 1914. године. Била је то у ствари Друга женска гимназија у Београду. Новембра 1900. године Главни просветни савет је на њен захтев, утврдио да има прописане квалификације за „сталну класну учитељицу" те школе. У Архиву Србије пронађен је податак да је Лујза Ст. Јакшића постављена за привремену класну учитељицу 21. октобра 1899. Наводи се такође и да је предавала француски и енглески, иако енглески и није био набројан у изборним страним језицима, већ руски, француски и немачки. Заслужна је и за оснивање ђачке трпезе.
Након Првог светског рата (1920) њена колегиница у истој школи  била је и позната књижевница Исидора Секулић.
Лујза је у стање покоја са пензијом која јој припада стављена наредбом школе 1. септембра 1922. године, као професор гимназије у Крушевцу. Али то није и реализовано; отишла је заиста у пензију, по својој молби, 1. јануара 1923. године као професорка Друге женске гимназије у Београду.

## Дело
За потребе Више женске школе краљице Драге саставила је прву граматику енглеског језика на српском (Енглеска граматика за ученице Више женске школе).
Новчано је помогла супруга Светолика да покрене дневне новине „Штампа” (1902)